# Pyrus boissieriana
Pyrus boissieriana är en rosväxtart som beskrevs av Pierre Edmond Boissier och Buhse. Pyrus boissieriana ingår i släktet päronsläktet, och familjen rosväxter. Inga underarter finns listade i Catalogue of Life.